# Lyonsiella smidti
Lyonsiella smidti is een tweekleppigensoort uit de familie van de Lyonsiellidae. De wetenschappelijke naam van de soort is voor het eerst geldig gepubliceerd in 1886 door Friele.